# Reece Hewat
Pas d'image ? Cliquez ici

a Compétitions nationales et continentales officielles uniquement.

b Matchs officiels uniquement.
Dernière mise à jour le 4 avril 2025.
Reece Hewat, né le 25 septembre 1997 à Johannesbourg (Afrique du Sud), est un joueur australien de rugby à XV jouant principalement au poste de troisième ligne aile. Il représente la Section paloise en Top 14 depuis 2021.

## Biographie

### Début de carrière en Australie
Reece Hewat est né à Johannesbourg en Afrique du Sud, d'un père sud-africain et d'une mère australienne,. Il grandit dans un premier temps dans la ferme de son père, éleveur de vaches laitières dans la province de l'État libre. Après des difficultés financières sa famille émigre quand Reece est âgé de sept ans, d'abord en Nouvelle-Zélande, puis en Australie un an plus tard. Elle s'installe à Wollongong en Nouvelle-Galles du Sud, où il commence à pratiquer le rugby à XV et à XIII,. 
À l'adolescence, il doit faire un choix entre ces deux sports, et décide finalement de se consacrer au XV, et rejoint en internat le réputé Nudgee College (en), située dans la banlieue de Brisbane dans le Queensland. Il continue alors sa formation rugbystique avec l'équipe de l'établissement. Il en devient le capitaine en 2015, lors de sa dernière année de scolarité. Lors de la même période, Hewat représente la sélection scolaire du Queensland.
Il joue avec la sélection scolaire australienne (en) en 2014 et 2015. Il est le capitaine de cette équipe lors de sa deuxième année avec ceux-ci.
C'est lors d'un match avec cette sélection qu'il subit une blessure, qui l'écarte des terrains pendant le restant de l'année 2015, ainsi que l'année 2016. Cette longue absence de dix-huit mois est due à une double opération des épaules, suivie d'une rupture des ligaments croisés du genou.
Malgré cette longue absence, il est considéré comme suffisamment prometteur pour obtenir un contrat professionnel avec la franchise des Queensland Reds pour la saison 2017 de Super Rugby,. Il évolue dans un premier temps avec l'équipe des moins de 20 ans des Reds, avec qui il effectue son retour de blessure en mars 2017,. Il remporte le Super Rugby junior australien avec son équipe, marquant un essai lors de la finale gagnée face aux Waratahs. 
En avril de cette même année, il est sélectionné avec l'équipe d'Australie des moins de 20 ans pour disputer le championnat junior d'Océanie. Il est le capitaine de sa sélection, qui termine la compétition à la deuxième place,.
Au mois de juin suivant, il mène les Junior Wallabies lors du Championnat du monde junior 2017 en Géorgie. Il dispute cinq rencontres lors du tournoi, et inscrit un essai.
De retour en Australie avec les Reds, il est inclus sur sa première feuille de match avec l'équipe fanion à l'occasion d'un déplacement face aux Highlanders le 14 juillet 2017. Il fait ses débuts professionnels lorsqu'il entre en jeu à la soixante-huitième minute, à la place de Caleb Timu. Il s'agit de son unique apparition lors de la saison.
Toujours en 2017, il est retenu pour disputer le National Rugby Championship (NRC) avec Brisbane City. Il dispute un total six matchs lors de la saison.
L'année suivante, il est toujours dans les effectif des Queensland Reds et de Brisbane City, mais ne joue pas le moindre match,. Il ne dispute qu'un tournoi de rugby à 10 avec les Reds, et doit sinon se contenter de jouer avec le club amateur de North Brisbane en Queensland Premier Rugby,.

### Arrivée en France au Stade aurillacois
En manque de temps de jeu et souhaitant véritablement lancer sa carrière, Reece Hewat décide alors de quitter l'Australie. Après avoir envisagé un départ en Angleterre, il décide finalement de rejoindre la France, suivant le conseil de son agent. Il s'engage alors avec le Stade aurillacois en décembre 2018, pour un contrat portant jusqu'en 2020,.
Il fait ses débuts avec le club cantalien en Pro D2 le 15 février 2019 face au Stade montois,. Il fait trois apparitions lors de sa première saison en France, toute comme remplaçant.
Au début de sa deuxième saison à Aurillac, après avoir été convaincant lors des matchs de préparation, il obtient sa première titularisation de sa carrière le 30 août 2019, à l'occasion d'un déplacement à Rouen,. Il profite ensuite de sa polyvalence aux trois postes de la troisième ligne pour obtenir un temps de jeu conséquent avec son club,. Il dispute quatorze matchs lors de sa deuxième saison, avant qu'elle ne soit interrompue par la pandémie de Covid-19.
Toujours titulaire indiscutable au sein de la troisième ligne aurillacoise en 2020-2021, il voit néanmoins sa saison être écourtée à la suite d'une blessure aux cervicales subie en janvier 2021,.

### Affirmation à haut niveau avec la Section paloise
À l'été 2021, après avoir repéré grâce à ses performances avec Aurillac, Reece Hewat s'engage avec la Section paloise en Top 14 pour un contrat de trois saisons,. Il joue son premier match dans l'élite française le 18 septembre 2021, à l'occasion d'un déplacement à CA Brive,. Il parvient à s'imposer dans l'effectif palois dès sa première saison, grâce à ses qualités de coureur et ses aptitudes en touches,. Il se distingue également en défense, terminant l'année 2022 avec le meilleur pourcentage de réussite au placage du championnat (96%).
En juin 2023, il prolonge son engagement avec le club béarnais jusqu'en 2026.
Il manque le début de la saison 2024-2025 en raison d'une blessure au genou, ne rejouant qu'en novembre 2024,. En janvier 2025, il est annoncé qu'il a été contrôlé positif à la cocaïne lors d'un test effectué fin novembre 2024. Il est de ce fait suspendu pour une durée d'un mois par l'AFLD, et également mis à pied par son club,. Il fait son retour sur les terrains en avril 2025, lors d'un match de Challenge Cup face à Bath Rugby.

## Palmarès
Néant.